# Талейран-Перигор, Огюстен-Луи де
Виконт Огюстен-Луи де Талейран-Перигор (фр. Augustin-Louis de Talleyrand-Périgord; 10 августа 1735 — 1793) — французский генерал, дядя князя Талейрана.

## Биография
Второй сын маркиза Даниеля-Мари-Анна де Талейран-Перигора и Мари-Элизабет Шамийяр.
Шевалье, затем виконт де Талейран. 26 апреля 1736 года был принят в Мальтийский орден.
В Семилетнюю войну служил капитаном в кавалерийском полку Талейрана, которым командовал его брат Шарль-Даниель. Был взят в плен в бою при Тоденхаузене в августе 1759 года. В декабре 1761 года был назначен вторым полковником в корпус королевских гренадеров. Кампании 1761—1762 годов снова проделал в Германии, и был взят в плен в деле под Касселем 24 июня 1762 года.
Бригадир пехоты (3.01.1770), полковник провинциального полка Перигё (1771), кампмаршал (1.03.1780). Умер в эмиграции.
Жена (контракт 29.05.1787): Мари-Шарлотта-Жюстина де Мессе (26.09.1738—11.12.1827), дочь Габриеля де Мессе, графа де Бьеля, капитана кавалерийского полка Лузиньяна, и Луизы-Петронили де Линьевиль, вдова Шарля-Жозефа Патисье, маркиза де Бюсси-Кастельно, главнокомандующего сухопутными и морскими силами за мысом Доброй Надежды. Брак бездетный.